# Tusk (filme)
Tusk é um filme estadunidense de terror e comédia escrito e dirigido por Kevin Smith, baseado em uma de suas histórias do seu próprio podcast, SModcast. O filme é estrelado por Michael Parks, Justin Long, Haley Joel Osment, Génesis Rodríguez e Johnny Depp; E compõe a primeira parte de uma trilogia de filmes de terror planejada por Smith intitulada True North ("Norte Verdadeiro" em tradução livre).
Tusk estreou mundialmente no Festival Internacional de Cinema de Toronto, antes de ser lançado no dia 19 de Setembro de 2014, pela A24. O filme foi o primeiro grande lançamento de Smith desde Tiras em Apuros, e teve um desempenho ruim na bilheteria após ter sido alvo de muitas críticas mistas.

## Enredo
Wallace Bryton e Teddy Craft são grandes amigos e hospedam um podcast bastante popular chamado The Not-See Party, onde eles encontram e zombam de vídeos virais humilhantes. Wallace anuncia que possui planos de voar até o Canadá para entrevistar o "Kill Bill" Kid, uma celebridade da internet que ficou famosa após decepar sua perna. Em flashbacks espalhados pelo filme, é revelado que Wallace era um comediante fracassado que se tornou popular com seus podcasts cada vez mais viciosos, muita vezes até apreciados pela sua namorada, Ally.
Ao chegar em Manitoba, Wallace fica surpreso ao saber que o "Kill Bill" Kid cometeu suicídio. Frustrado por ter voado para o Canadá à toa, Wallace resolve ficar por mais um dia com o intuito de encontrar outra pessoa para entrevistar. Ele encontra um folheto de alguém oferecendo um quarto em sua casa de graça e a garantia de escutar uma vida inteira de histórias interessantes. Despertado pelo seu interesse, Wallace chega à mansão de Howard Howe, um marinheiro aposentado em uma cadeira de rodas. Howard conta a história de como uma morsa, a quem ele nomeou de Sr. Tusk, resgatou-o depois de um naufrágio. Wallace acaba desmaiando pelo efeito de um poderoso sedativo que Howard colocou no chá que havia feito para ele.
Na manhã seguinte, Wallace acorda e vê-se amarrado em uma cadeira de rodas com a sua perna esquerda amputada. Howard diz que que ele foi mordido por uma aranha-marrom-reclusa e um médico local teve que amputá-la para salvar sua vida. Howard também revela que, não só é capaz de andar, como também estabelece os seus planos para Wallace: ele planeja colocá-lo em um traje de morsa perfeitamente bem feito. As tentativas de Wallace de entrar em contato com Teddy e Ally falham quando ninguém responde as chamadas. Wallace deixa para Ally um correio de voz pedindo desculpas por como ele a tratou, e Howard o acerta deixando-o inconsciente.
Agora ciente de que Wallace está em perigo, Ally e Teddy voam para o Canadá para procurá-lo. De volta à mansão, Howard continua mutilando e alterando diversos aspectos físicos de Wallace, ele também conta-lhes um pouco da história da sua vida: um dos órfãos Duplessis, que foi abusado sexualmente durante anos por um clérigo que o estimulou , como resultado, a tornar-se um misantropo. Ele costura Wallace em um traje de morsa feito de pele humana, sendo que as presas (inseridas cirurgicamente) são os ossos da tíbia de suas próprias pernas decepadas.
Um detetive local coloca Ally e Teddy em contato com Guy LaPointe, um ex-inspetor da Polícia Nacional de Quebec que vêm caçando Howard a anos. LaPointe revela que Howard, apelidado de "A Primeira Esposa", têm sequestrado e assassinado pessoas há anos, ele acredita que Wallace ainda pode estar vivo, mas não da mesma forma como eles se lembram dele. Então, eles finalmente encontram o endereço da mansão de Howard através de dois balconistas, cujos Wallace havia se incomodado anteriormente.
No momento, a psique de Wallace foi completamente quebrada e condicionada a pensar e se comportar como uma morsa. Howard revela que a sua obsessão com morsas veio depois de matar e comer o Sr. Tusk depois de seis meses de convivência em uma ilha, embora um barco de resgate tivesse chegado logo depois. Nos últimos 15 anos, ele tentou transformar suas vítima em seu amado salvador, a fim de reviver seu último dia e dar ao Sr. Tusk uma nova chance de sobrevivência. Vestido em seu próprio traje de morsa, Howard se envolve em uma luta com Wallace que termina com Wallace empalando furiosamente o peito de Howard com suas presas, enquanto o mesmo fica satisfeito com o que Wallace se transformou. Ally e Teddy entram no recinto onde a luta ocorreu bem na hora em que Wallace ruge vitoriosamente da mesma maneira que uma morsa faz, para o espanto de todos. LaPointe entra por último no recinto e, relutantemente, aponta uma espingarda para Wallace.
Um ano depois, Wallace, ainda costurado no traje de pele, vive em um santuário de vida selvagem. Ally e Teddy visitam-no e alimentam-no com uma cavala. Ally se lembra de uma discussão que teve com Wallace um dia antes de partir para o Canadá sobre como o choro separa os humanos dos animais, pois chorar demonstra que você possui uma alma. Ally diz a Wallace que ela ainda o ama antes de ir embora chorando. É possível ver lágrimas percorrendo o rosto de Wallace enquanto ele retorna cabisbaixo para seu abrigo no santuário, sugerindo que sua parte humana pode não ter desaparecido completamente.[carece de fontes?]

## Elenco
- Michael Parks como Howard Howe
  - Matthew Shively como Howard Howe (jovem)
- Justin Long como Wallace Bryton
- Génesis Rodríguez como Ally Leon
- Haley Joel Osment como Teddy Craft
- Johnny Depp como Guy LaPointe
- Harley Morenstein como Agente da Fronteira
- Ralph Garman como Detetive Garmin
- Jennifer Schwalbach Smith como Sra. McKenzie
- Harley Quinn Smith como Colleen McKenzie
- Lily-Rose Depp como Colleen Collette
- Ashley Greene como Balconista da Loja de Conveniência
- Doug Banks como "Kill Bill" Kid
- Zak Knutson como Ernest Hemingway

## Produção

### Desenvolvimento
A ideia para o filme veio durante a gravação do SMocast 259: "The Walrus and The Carpenter". No episódio, Smith, com seu amigo e produtor de longa data, Scott Mosier, discutiram um artigo de anúncio da Gumtree onde um proprietário oferecia uma vida ao ar livre, se o morador concordasse em se vestir como uma morsa. A discussão continuou a partir daí, resultando em quase uma hora do episódio sendo gasta para reconstruir e contar uma história hipotética com base no anúncio. Smith então disse para seus seguidores do Twitter para que escreverem tweets com "#WalrusYes" se eles quisessem ver a sua situação hipotética transformada em um filme, ou "#WalrusNo", se não o quisessem. A grande maioria dos seguidores de Smith concordaram que o filme fosse feito. A postagem da Gumtree era, na verdade, uma brincadeira do poeta Chris Parkinson que, ouvindo sobre o filme planejado, disse que ele era um grande fã de Smith e que adoraria estar envolvido no projeto. Eventualmente, Smith contratou Parkinson como produtor associado em novembro.
Smith escreveu o roteiro de 80 páginas enquanto esperava a aprovação de Bob Weistein do seu pacote de submissões. O filme foi originalmente intitulado como The Walrus & the Carpenter, contudo, ele resolveu alterar o título em uma única só palavra, dizendo que "sabia como um filme sobre uma morsa tinha que ser chamado". O filme é ambientado em Bifrost, Manitoba e foi originalmente produzido pela Blumhouse, mas devido ao cronograma acelerado de Smith para filmar o longo de duas maneiras amigavelmente separadas, Tusk foi eventualmente financiado pela Demarest Films. Smith planejara estrear o filme no Festival Sundance de Cinema de 2014, mas isto foi alterado para que a equipe tivesse mais tempo para concluir o filme.
Smith estava bastante animado para produzir Tusk, dizendo: "Eu queria corrigir o sentimento de que eu era o único erro em Red State ao escrever algo sem conteúdo político ou sexual e que pudesse se tornar um pequeno filme estranho e não um filme independente que seria mais como um manifesto de auto-distribuição frustante. Eu só queria mostrar a Michael Parks uma história fodida, onde ele poderia recitar "O Conto do Velho Marinheiro" de Lewis Caroll para algum pobre filho da puta costurado em uma fantasia de morsa realista." Ao contrário do filme anterior de Smith, Red State, Tusk teve um lançamento convencional para os cinemas, com a distribuição manipulada pela A24.

### Filmagens
As filmagens começaram em 4 de novembro de 2013 e foram concluídas no dia 22 de novembro de 2013. A data de início das filmagens foi adiada duas vezes, de setembro a outubro, e em seguida para novembro, devido à localização das filmagens terem se deslocado do Canadá para a Carolina do Norte. Dois dias de filmagens adicionais ocorreram em Los Angeles para as cenas envolvendo o personagem Guy LaPointe. Smith originalmente considerou Quentin Tarantino para interpretar LaPointe depois de ver sua aparição em Django Livre, mas Tarantino disse que não tinha interesse em atuar no momento.

## Lançamento
Tusk teve sua estreia mundial no dia 6 de setembro de 2014 no Festival Internacional de Cinema de Toronto de 2014, onde foi exibido como parte da "Midnight Madness". Ele foi a primeira indicação ao prêmio "Midnight Madness People's Choice Award". Mais tarde, no dia 19 de setembro de 2014, o filme foi liberado nos cinemas dos Estados Unidos.

### Home vídeo
Tusk foi lançado para DVD e Blu-ray em 30 de dezembro de 2014. Conteúdos extras em ambas as mídias incluem comentários de áudio feitos por Smith, cenas deletadas, o podcast que originou o filme e dois bônus.

## Recepção

### Bilheteria
O longa foi declarado como uma bomba de bilheteria, faturando apenas US$ 846.831 de mais de 602 telas durante o seu fim de semana de abertura, estreando em décimo quarto lugar nas bilheterias. No final das exibições, o filme arrecadou US$ 1.826.705 nos cinemas nacionais e US$ 21.612 no exterior totalizando US$ 1.848.317 arrecadados mundialmente.

### Crítica
Tusk foi recebido com avaliações mistas pelos críticos. No Rotten Tomatoes, o filme detém uma classificação de 41% com base em 113 avaliações, com uma nota média de 5.4/10. O resumo de opiniões no site diz: "Tusk é agradavelmente ridículo e encantadoramente auto-depreciativo, mas isso não é suficiente para compensar sua história fina e estendida". No Metacritic, o filme tem uma pontuação de 55 em 100 baseada nas avaliações de 33 críticas, indicando "opiniões mistas ou medianas".
Em sua crítica para o The Seattle Times, Erik Lundeggard deu ao filme zero de quatro estrelas, afirmando: "Tusk, que é baseado em um dos podcasts de Smith, é o filme mais repugnante e inútil que eu já vi. Ênfase em inútil. Passei metade do filme com o meu estômago doente." William Bibbiani, escrevendo para o CraveOnline, criticou o humor falho do filme e seu tempo de execução excessivo dizendo que o filme "matou a ironia", avaliando-o em duas de dez estrelas, enquanto Glenn Dunks do Junkee.com deu ao filme nota F elegendo-o como o pior filme de 2014.
Por outro lado, Chris Bumbray do JoBlo.com teve uma reação positiva, chamando Tusk como "um grande retorno à forma para Smith, e um novo capítulo emocionante em uma carreira que agora se sente totalmente revigorado." Roth Cornet da IGN deu para o filme 8/10 declarando que o filme é "engraçado, estranho, inquietante e ocasionalmente sangrento, Tusk é Kevin Smith no seu melhor." Richard Roeper também fez uma crítica positiva para Tusk, escrevendo: "Estou recomendando Tusk de Kevin Smith, mas há uma parte de mim que gostaria de não vê-lo. Nos últimos 15 anos eu vi milhares de filmes, e eu posso contar nos dedos o número de vezes que eu realmente fechei os olhos durante uma exibição por que eu precisava de uma rápida pausa de três segundos." Clint O'Connor do The Plain Dealer observou que, embora Tusk habilmente combinasse vários gêneros, a história teria sido melhor apresentada no formato de um curta-metragem. De acordo com O'Connor, o personagem Guy Lapointe recebeu esse nome de um famoso jogador de hóquei.

## Spin-offs e possível continuação
Antes do lançamento de Tusk, Smith revelou que havia escrito um filme spin-off chamado Yoga Hosers, que contaria com o elenco de Tusk. Em 19 de agosto de 2014, Borys Kit do The Hollywood Reporter revelou mais alguns detalhes sobre a produção do filme. Yoga Hosers seria um filme de ação e aventura e o segundo da trilogia True North. O filme também teria todo o elenco de Tusk (com exceção de Michael Parks) e iria ser estrelado por Lily-Rose, a filha de Depp, e Harley Quinn, a filha de Smith. Tony Hale, Natasha Lyonne, Austin Butler, Adam Brody, Tyler Posey e Jason Mewes também foram escalados para o elenco do filme.
A terceira parte da trilogia True North recebeu o título de Moose Jaws, que Smith diz ser basicamente um "Jaws com um alce". A Starstream Entertainment financiará e produzirá o longa, enquanto a XYZ Films venderá os direitos estrangeiros no Festival de Cinema de Toronto.
Smith também anunciou planos para uma continuação direta na qual Wallace voltaria a ser humano e se tornaria o novo antagonista. Smith também mencionou "Tusk$" como um possível título. 